# غزالة العقوري
غزالة العقوري (من مواليد 3 يونيو 1973) هي رافعة أثقال ليبية، تتنافس في فئة أقل من 86 كلغم. شاركت في الألعاب البارالمبية الصيفية عام 2016 في ريو دي جانيرو، البرازيل.

## السيرة الرياضية
فازت بفضية ببطولة العالم لرفع الأثقال البارالمبي عام 2023 في دبي بدولة الإمارات.
حصدت برونزيتين في بطولة كأس العالم لرفع الأثقال البارالمبي عام 2024 في شرم الشيخ المصرية.
فازت ببطاقة العبور للمشاركة في الألعاب البارالمبية 2024 في باريس.